# داندي (كيبك)
داندي (بالإنجليزية: Dundee, Quebec)‏ هي بلدية محلية في كيبيك تقع في كندا في Le Haut-Saint-Laurent Regional County Municipality. يقدر عدد سكانها بـ 408 نسمة ومساحتها 84.40 كم2 .

## أعلام
- شيلا فرازير